# Vittel (water)

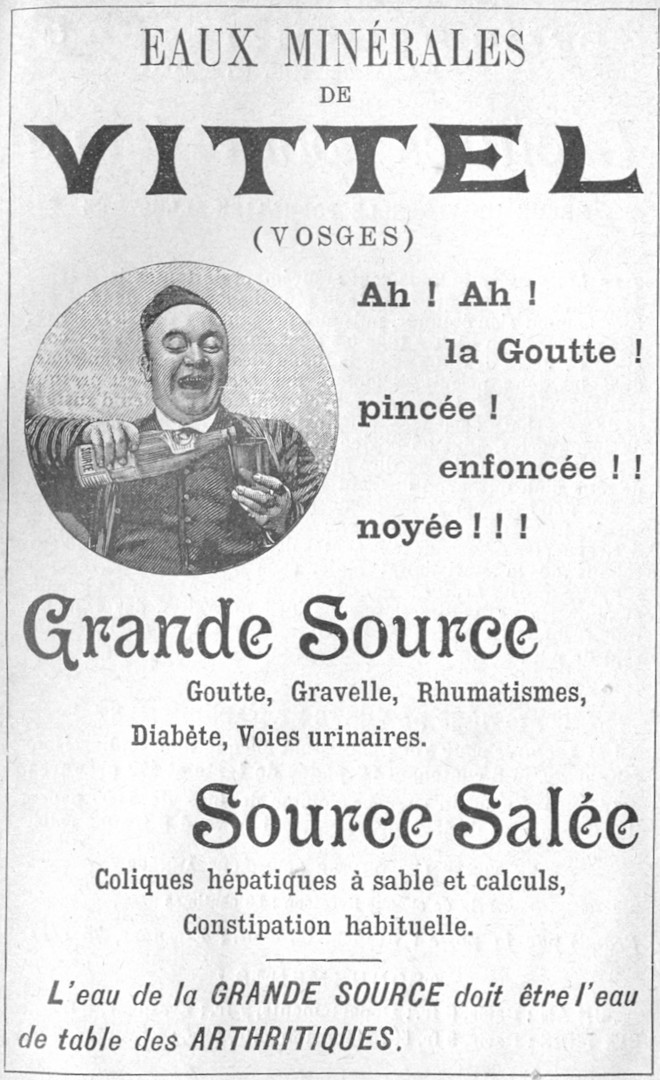
Reclame voor Vittel uit 1905

Vittel is een Frans merk bronwater. De leverancier, Nestlé Waters, is sinds 1992 een onderdeel van het Zwitserse Nestlé.
Het bronwatermerk heeft vanaf 1880 tot eind 1990 gedurende vier generaties toebehoord aan de familie Bouloumié. De bron werd in de tijd dat bronwater populair werd, aangekocht door Louis Bouloumié. De bron bevond zich in Vittel in het département Vogezen. De stad Vittel met zijn warme bronnen dateert uit de Gallo-Romeinse tijd.
Sinds het begin van de 21ste eeuw is Vittel in honderd landen verkrijgbaar.

## Samenstelling van het water
Vittel is mineraalwater met een gemiddeld tot hoog aantal mineralen. Bij een droogtest op 180 graden Celsius wordt een mineralisatie van 1084 mg/l vast gesteld. 
| Element            | Concentratie in mg/l |
| ------------------ | -------------------- |
| Calcium (Ca2+)     | 240                  |
| Magnesium (Mg2+)   | 42                   |
| Natrium (Na+)      | 5,2                  |
| Sulfaten (SO42−)   | 400                  |
| Carbonaten (HCO3−) | 384                  |
| Nitraat            | 4,4                  |

## Geschiedenis
- 1854 : Louis Boulomié (geboren in 1812 te Rodez), een oude politieker en advocaat van opleiding, koopt op 13 december 1854 de bron van Gérémoy en een grasland van 80 aren te Vittel in de Vogezen op van de boer Charles Rifflard. Niets was voorbestemd om een producent te worden. Als vertegenwoordiger van de procureur van koning Lodewijk Filips I van Frankrijk neemt hij ontslag omdat de republikeinse ideeën niet overeenkomen met zijn functies. Nadat hij advocaat geworden is, is hij verkozen om de gemeente Rodez raad te geven, neemt hij deel aan de Revolutie van 1848 en richt hij de krant "l'Aveyron Républicain", dat hem veel ellende opleverde. Als voorstander van generaal Louis Eugène Cavaignac, de ongelukkige tegenkandidaat van Napoleon Bonaparte bij de presidentiële verkiezingen van 1848, speelt hij een rol op de "zwarte lijsten" op het moment van de Staat van Napoleon ||| op 2 december 1851. Nadat hij meerdere keren is opgesloten, wordt hij veroordeeld en dan verbannen van het Franse grondgebied. Het is op dat moment, verbannen naar Barcelona, dat hij zich interesseert in de natuur en de biologie. Door ernstige ziektes aan de lende, de lever en de buik, is hij bevoegd om terug te keren naar het Franse grondgebied. Zich geplaatst onder het regime van de "hoge surveillance politie", neemt hij deel aan meerdere kuren te Contrexéville in 1852, 1853 en 1854.
- 1855 : Toestemming van de regering om de bron uit te buiten.
- 1856 : Het maken van het kuuroord van Vittel. Om toe te staan dat curisten hun kuur thuis volgen, heeft hij het idee om het bronwater van Vittel te bottelen.
- 1869 : Louis Bouloumié sterft. Overname van de bron door zijn oudste zoon Amboise (geboren op 25 november 1843 te Toulouse), die eerst advocaat in Toulouse en de secretaris van Emile Olivier van 1865 tot 1868 was.
- 1875 : Het water werd voor het eerst gebotteld. De flessen van die tijd waren van keramiek.
- 1882 : Het oprichten van het Algemene Bedrijf van bronwater van Vittel.
- 1898 : De mijlpaal van 1 miljoen flessen is bereikt. De flessen worden voortaan uit glas gemaakt.
- 1903 : Amboise Bouloumié sterft.
- 1913 : Jean Bouloumié volgt zijn vader Amboise op als directeur van het kuuroord.
- 1929 : Jean Bouloumié volgt zijn oom Pierre op, die in dit jaar stierf. Pierre was de jongere broer van Amboise en een arts in het leger. Hij volgt hem op aan het hoofd van de administratieve raadgeving van de Bronwatergemeenschap.
- 1930 : Een ultramoderne bottelmachine is gebouwd met 4 geautomatiseerde banden van 6000 flessen per uur.
- 1952 : Jean Boulomié overlijdt. Zijn opvolging is verzekerd door zijn zus Germaine Boulomié (1888-1981).
- 1960 : De jaarlijkse productie bereikt 233 miljoen flessen van alle formaten.
- 1968 : De eerste fles uit pvc wordt geproduceerd.
- 1969 : De Zwitserse groep Nestlé treedt binnen in de beurs op een hoogte van 30%.
- 1970 : Het debuut van gearomatiseerde Vittel.
- 1974 : De ronde fles wordt een vierkante fles.
- 1978 : De lancering van een spuitbus met water van Vittel in haar nieuw cosmetisch gamma.
- 1979 : Guy de la Motte-Boulomié, neef van Germaine Boulomié, neemt de opvolging van de bron voor zijn rekening.
- 1984 : De lancering van een verzorgingslijn van Vittel.
- 1986 : Lancering van een nachtcrème en een reinigingsmiddel voor de ogen.
- 1988 : De lancering van een uitgommende gel en een reinigingsmelk.
- 1990 : De miljardste fles wordt geproduceerd.
- 1992 : Nestlé koopt Vittel af en voegt het toe aan zijn waterafdeling: Nestlé Waters
- 1994 : De eerste fles uit PET wordt geproduceerd.
- 1997 : Het debuut van de gearomatiseerde collectie van Vittel.
- 2000 : Lancering van Vittel met vruchten, samengesteld uit water en vruchtensap.
- 2001 : De thermen worden overgeleverd aan de groep Partouche.
- 2006 : Een nieuw logo en nieuwe etiketten worden op de flessen geplakt.
- 2022 : Nestlé kondigt aan dat het mineraalwatermerk Vittel van de Duitse en Oostenrijkse markt verdwijnt, mogelijk vanwege kritiek dat het bedrijf de waterbronnen van het dorpje dreigt leeg te zuigen.[1]